# دراویش گنابادی

سلسله الاولیاء

دراویش گنابادی از سلسله‌های تصوف است و دَرویش به مسلمان صوفی گفته می‌شود که در راه طریقت گام برمی‌دارد. در ایران سوم اسفند به عنوان روز درویش نام‌گذاری شده‌است.

## تاریخچه
سلسله نعمت‌اللهی یکی از طریقت‌های تصوف است که سینه به سینه از زمان امامان به این نقطه رسیده‌است. سلسله نعمت‌اللهی سلطان‌علیشاهی گنابادی در عصر حاضر از معروفترین سلسله‌های تصوف است.

کلمه نعمت‌اللهی از نام شاه نعمت‌الله ولی گرفته شده و چون در دوران وی، پیروان او را «نعمت‌اللهی» می‌خواندند، این عنوان به کسانی که بعد از وی از عقاید و روش صوفیانه وی تبعیت کردند، داده شد. قبل از شاه نعمت‌الله نام طریقت همنام با قطب وقت بوده، چنان‌که در زمان معروف کرخی به معروفیه و در زمان جنید بغدادی به جنیدیه مشهور بوده‌است.

### نسبت خرقه شاه نعمت‌الله ولی
نسب سلسله به «جنید بغدادی» می‌رسد که از عرفای مشهور اسلامی است که در قرن سوم زیسته‌ است. دراویش گنابادی از قرن سوم خود را به نام‌هایی می‌نامیدند که بیشتر، متأثر از نام‌های رهبر زمان خود بوده‌ است. این سلسله در قرن نهم دارای یک نقطه عطف شد که آن را از سابقه خود و همینطور دیگر طریقت‌های عرفانی متمایز ‌کرد. در قرن هشتم و نهم هجری (پانزدهم میلادی) دراویش گنابادی به شدت متاثر از شخصیت، منش و دانش «شاه نعمت‌الله ولی» شدند و بسیاری از ایشان، از آن پس خود را «نعمت‌اللهی» نامیدند. از این رو اصطلاح دراویش گنابادی نعمت‌اللهی، اصطلاحی است که به احترام شاه نعمت‌الله ولی استفاده می‌شود هر چند قدمت این سلسله به قبل از وی بازمی‌گردد.
شاه نعمت‌الله ولی ← عبدالله یافعی ← ابی‌صالح بربری ← نجم‌الدین کمال کوفی ← ابوالفتوح صعیدی ← ابومدین مغربی ← ابوالسعود اندلسی ← شیخ ابوالبرکات ← ابوالفضل بغدادی ← احمد غزالی ← ابوبکر طوسی ← ابوالقاسم گورکانی ← ابوعثمان سعید مغربی ← ابوعلی کاتب ← ابوعلی رودباری ← جنید بغدادی ← سری سقطی ← معروف کرخی←

## شاه نعمت‌الله ولی
سید نورالدّین شاه نعمت‌الله ولی از اقطاب و عرفای مشهور قرن هشتم و نهم هجری است شاه نعمت‌الله ولی در روز دوشنبه چهاردهم ربیع الاول ۷۳۱ هجری قمری در شهر حلب متولد شد. هفت سال مرشد خود عبدالله یافعی را خدمت کرد
در هرات شاه نعمت‌الله ولی با نوهٔ میرحسینی هروی پرسنده سؤالات گلشن راز ازدواج کرد و ثمرهٔ این ازدواج فرزند او برهان الدین خلیل‌الله (متولد ۷۷۵ هجری) بود که پس از شاه نعمت‌الله ولی به قطبیت سلسله نعمت‌اللهی رسید.
شاه نعمت‌الله ولی قریب صد سال زندگی کرد و سرانجام در روز پنجشنبه بیست و سوم ماه رجب ۸۳۲ و به قولی ۸۳۴ هجری در کرمان خرقه تهی کرد.

### فعالیت‌های عمرانی
شاه نعمت‌الله ولی توجه خاصی به خدمات عام‌المنفعه داشت و در برخی از مناطق و شهرهای ایران مانند ماهان، کرمان، ابرقو و تفت یزد اقدامات عمرانی مانند احداث ساختمان، باغ و حفر قنات به انجام رسانید که برخی از آن‌ها مانند عمارت شاه ولی در تفت یزد کماکان باقی است.

### تألیفات
از شاه نعمت‌الله ولی آثار و تألیفات متعددی به‌جا مانده‌است از جمله کلیات اشعار، رساله‌ها و شرح لمعات.

### مکتب
گرچه پیشوایان طریقت از قبل از شاه نعمت‌الله ولی تا زمان علی ابن ابیطالب فراوان بوده‌اند، بعد از وی این سلسله به نام نعمت‌اللهی معروف شد. یک نظر اجمالی به وضع تصوف قبل و بعد از شاه نعمت‌الله ولی این علت را به خوبی توجیه می‌نماید. دو نوع اجتهاد از طرف شاه نعمت‌الله ولی در تصوف به عمل آمد:
1. اجتهاد نظری: شاه نعمت‌الله ولی برای اینکه مسئله وحدت وجود را بیان کند، وجود را به دریایی تشبیه می‌کند و مظاهر آن را امواج و حباب‌های آن دریا می‌داند که در حقیقت آب‌اند. شاه می‌گوید: حقیقت وجود مانند نقطه است و دایره‌ای که از حرکت آن پیدا می‌شود نمودار مظاهر وجود است که اگرچه ظاهراً وجودی دارد اما در حقیقت آن وجود اعتباری است. نیز مانند الف و سایر حروف که از نقطه پیدا می‌شوند و وجودشان ظاهری می‌باشد.
2. اجتهاد عملی: شاه نعمت‌الله ولی اقداماتی در زمینه تصوف نمود که می‌توان از موارد زیر نام برد.
  1. اولین قدم مفید او منع پیروان مکتب خود از بیکاری و گوشه نشینی بود.
  2. اقدام دیگر وی این بود که مریدان را از داشتن لباس مخصوص فقر نهی نمود.
  3. از زمان شاه نعمت‌الله ولی به بعد در روحیه پیروان نعمت‌اللهی نشاط و سرور و شادمانی سالک در سیر و سلوک بر خمود و گرفتگی و اندوه او می‌چربد.
  4. شاه نعمت‌الله ولی تصوف را امری انحصاری نمی‌دانست و هرکه را طالب مکتب توحید می‌دید، الفبای محبت می‌آموخت.
  5. شاه نعمت‌الله ولی با تمام ملل و نحل و سلاسل فقری آن زمان، با کمال محبت سلوک می‌نمود.[۷] [نیازمند منابع بیشتر]

## ویژگی‌ها
ویژگی‌های مهم اجتماعی دراویش گنابادی از این قرار است:
1. عزلت را نمی‌پسندند و خلوت در انجمن را بر آن ترجیح می‌دهند.
2. سخت مخالف استعمال حشیش و اعتیادات از این نوع‌اند.
3. درویشان نعمت‌اللهی باید به کاری مشغول باشند و بیکاری در این طریق نهی است.
4. لباس مخصوصی را انتخاب نکرده‌اند.
5. انسان‌ها را از هر مذهب و ملت که باشند دوست دارند و احترام می‌گذارند و در زندگی روش ایشان شفقت به خلق‌الله است.
6. طرفدار صلح و برابری و برادری هستند.

## دیدگاه نظام جمهوری اسلامی
اندک‌زمانی پس از پیروزی انقلاب ۱۳۵۷ حمله به حسینیه‌ها دراویش شدت گرفت، زرند کرمان نخستین شهر مورد حمله بود. یکی از علل اصلی مشکل جمهوری اسلامی با دراویش به حوزه مذهب ارتباط دارد، کاهش علاقمندان به قرائت بنیادگرا از شیعه دوازده امامی حکومت جمهوری اسلامی را نگران ساخت و آن‌ها برای حل این مشکل فشار بر گروه‌های مذهبی اقلیت را برگزیدند که توانستند حوزه باورمندان به آئین خود را علی‌رغم همه تنگناها و تبعیض‌ها افزایش دهند.
عاملان این حملات عمدتاً از باورهای سنتی و حکومتی مراجعی همچون صافی گلپایگانی، وحید خراسانی، نوری همدانی، فاضل لنکرانی و مکارم شیرازی تغذیه می‌شوند. دیدگاه و انگیزه این حملات عمدتاً «منحرف کردن جوانان و حزب‌اللهی‌ها» توسط دراویش عنوان می‌شود.
یکی از اهداف اصلی برخی نهادهای حکومتی جمهوری اسلامی همچون مؤسسه فرق و ادیان و دانشگاه باقرالعلوم مقابله با نفوذ رو به افزایش پیروان دراویش گنابادی در ایران است.
سعید امامی، معاون علی فلاحیان، وزیر سابق اطلاعات ایران، در یکی از سخنرانی‌هایش در سال ۱۳۷۵، سوءظن حکومت به دراویش و قصد نهادهای اطلاعاتی برای برخورد با آنان را نشان داده بود. او از دراویش به عنوان یکی از «گروهک‌های» چهارگانهٔ خطرناک برای نظام نام برده بود که از «تفکرات وحشتناک» برخوردارند، «دارند رشد می‌کنند» و به گفتهٔ وزارت اطلاعات در آن زمان عده‌ای از آنان را به همین دلیل دستگیر کردند.
نهادهای امنیتی حکومت در سال ۱۳۹۷ به لحاظ ساختاری و تشکیلاتی دراویش گنابادی را در سه شاخه تعریف و تشریح کردند:
(این تقسیم بندی ها بر اساس تفکر اشتباه نهاد های اطلاعتی بوده که سعی در معرفی درویشی به عنوان یک جریان سیاسی میباشد، رویه درویشی در کتاب پند صالح به فراونی در دسترس بوده جهت اطلاع موجود میباشد)
- جریان حاکمیت؛ نورعلی تابنده (درگذشته ۱۳۹۸) به عنوان قطب در این شاخه قرار می‌گرفت و بنابر عقیده جمهوری اسلامی به‌دنبال این بود که پسر خود را به عنوان جانشین خویش معرفی کند و جریان سیاسی تحرکاتش را تحت نظر او در سلسله دنبال می‌کرد.
- جریان سنتی؛ یوسف مردانی (درگذشته ۱۳۹۹) و احمد شریعت (درگذشته ۱۳۹۹) مشایخ سلسله از حامیان جریان سنتی معرفی شدند و گفته شده یوسف مردانی همواره به این مسئله اعتراض داشته که چرا فقط باید طایفه تابنده رهبر فرقه گنابادی باشند. برخی نهادها مدعی بوده‌اند این جریان عقیدتاً هم با نظام جمهوری اسلامی زاویه‌ای نداشته و نظرشان بر این بوده که اقداماتی که انجام می‌دهند طبق قانون است.
- جریان سیاسی؛ جمهوری اسلامی معتقد بوده این جریان چالش امنیتی - سیاسی برای نظام ایجاد می‌کنند و آن را به دو دسته تقسیم می‌کند:
  - دسته اول در خارج، توسط مصطفی آزمایش هدایت می‌شد. طرفداران این جریان، لائیک و به هیچ چیز اعتقاد نداشته، بیشترین اسناد ایران را به بیگانگان داده‌اند.
  - دسته دوم در داخل و توسط کسری نوری فعالیت می‌کردند که در ایجاد اغتشاشات [اعتراضات] در شهرستان کوار، دیگر شهرها از جمله تهران و بسیاری اقدامات دیگر تاکنون دست داشته‌اند و در اعتراضات خیابان پاسداران هم به تحریک مردم پرداختند.[۱۸]

## جمعیت و پراکندگی
جمعیت دراویش به صورت رسمی مشخص نیست و در منابع رسمی‌ آماری در این زمینه وجود ندارد. برخی از دراویش مدعی هستند که جمعیت این گروه به چند میلیون نفر می‌رسد. منابع جمعیت دراویش را در قبل از انقلاب حدود یک میلیون نفر تخمین می‌زنند. 
تراکم دراویش گنابادی، در حال حاضر، بیشتر در شهرهای تهران، شیراز، اصفهان و مشهد است. دراویش در شهرهای کوچک هم حسینیه یا مجالس دارند. حسینیه‌ها قبل از انقلاب هم بوده‌اند اما در سال‌های بعد از انقلاب، به تدریج بسته شدند. پس از اعتراضات گلستان هفتم تمامی این حسینیه‌ها بسته است و مجالس دراویش در منازل افراد معتمد برگزار می‌شود.
برخی از مکان‌هایی که دراویش در آن‌ها حسینیه داشته‌اند در شهرهای تهران، بندرعباس، شیراز،زرند، ماهان کرمان (مزار شاه نعمت‌الله)، شهر بیدخت در شهرستان گناباد (محل دفن نورعلی تابنده و چند تن دیگر از اقطاب) و بروجرد است.
تنکابن، قزوین، سمنان، کرمان، قوچان، زاهدان، زابل، لار، فسا، اردبیل، اهواز، کرمانشاه، الیگودرز و کیش از دیگر شهرهایی است که دراویش در آن حضور دارند.

## شخصیت‌های تأثیرگذار
- شاه نعمت‌الله ولی، عارف قرن نهم
- نورعلی تابنده، سیاستمدار[۲۰]
- عبدالرزاق بغایری، پدر علم جغرافیای نوین[۲۱]
- محمدابراهیم باستانی پاریزی، تاریخ نگار[۲۲]
- تورج نگهبان، نویسنده[۲۳]
- کسری نوری، فعال سیاسی[۲۴]
- قاسم هاشمی نژاد، مترجم[۲۵]
- همایون خرم، موسیقی‌دان[۲۶]
- محمد ثلاث، درویش اعدام شده[۲۷]

## تخریب حسینیه‌ها
در دههٔ هشتاد حسینیه‌ و اماکن مذهبی دراویش گنابادی در چندین شهر ایران از جمله قم، بروجرد، اصفهان تخریب شد. قدمت برخی از مکان‌های مذهبی تخریب شدهٔ دراویش به پیش از انقلاب اسلامی ۱۳۵۷ می‌رسید. در تخریب این اماکن مذهبی که با مقاومت دراویش همراه شده بود مجموعاً دو هزار نفر بازداشت یا زخمی شدند.

### نامه به حسن روحانی
سال ۱۳۹۲ و پس از پیروزی حسن روحانی در انتخابات، ۹ تن از فعالان حقوق دراویش از روحانی خواستند فریاد‌ها را در گلو، به کینه بدل نکند‌.
این ۹ تن که در زندان‌های تهران و شیراز محبوس بودند در این نامه خواستار رسیدگی به وضعیت دراویش بودند؛ «به بایکوت خبری دراویش پایان ببخشید. فریاد، آخرین واکنش ستمدیده در برابر ستم است. محروم کردن او ‌‌نهایت جنایت است. فریاد‌ها را در گلو، به بغض و کینه مبدل نکنید.»

در ابتدای این نامه آمده بود:

سلام و تبریکی با خوف و رجا، خوف از آن رو که مبادا این عرض سلام، تایید ِسرابی دروغین باشد و ما نیز، ولو به قدر نگارش نامه‌ای کوتاه، در فریب ِملت ایران نقش داشته باشیم و ۴ سال بعد، ناممان در زمره‌ی چاپلوسان مردم فریب درج گردد.

## اعتراضات گلستان هفتم
پس از اعلام اخباری مبنی بر احتمال دستگیری نورعلی تابنده و همچنین ایجاد ایست بازرسی در منطقه، دراویش گنابادی از تاریخ ۴ بهمن ماه ۱۳۹۶ در مقابل منزل او برای جلوگیری از تعرض به منزل تابنده توسط نیروهای امنیتی تجمع کردند. این تجمع به درگیری در همان شب میان نیروهای امنیتی و لباس شخصی با دراویش گنابادی منجر شد. در ادامه و با گذشت یک روز از این اتفاق، درگیری‌های بیشتری با افزایش دراویش در خیابان گلستان هفتم اتفاق افتاد.
این درگیری‌ها برای چند روز کم رنگ شد اما بار دیگر در ۱۵ بهمن همان سال درگیری‌ها شدت گرفت.
کسری نوری وقوع درگیری بین نیروهای امنیتی و دراویش گنابادی ۱۵ بهمن در خیابان پاسداران تهران را تأیید کرد، این حقوقدان در همین رابطه به یورونیوز گفت دراویش از حقوق بنیادی‌شان دفاع کرده‌اند. او همچنین احتمال مذاکره (وزارت کشور) «با کسانی که به قانون احترام نمی‌گذارند» را رد کرده بود. با این حال محمدرضا نقدی، مسئول ستاد مشترک سپاه پاسداران مدعی مذاکره شد و با انتقاد از عملکرد وزارت کشور گفت این مذاکرات کار خوبی نبوده‌است.
پس از آن نورعلی تابنده بیانیه داد و از دراویش خواست منطقه را ترک کنند و فارس نوشت دراویش گنابادی طرفدار تابنده که در پی شایعه دستگیری وی تجمع کرده بودند به تجمع خود پایان دادند، اما تحرکات نیروهای امنیتی، موتورسواران لباس شخصی و حضور دراویش در منطقه ادامه یافت.
۳۰ بهمن ۱۳۹۶ بار دیگر خیابان پاسداران تهران با بازداشت یک درویش ساکن شهرکرد (در ۲۸ بهمن) در مقابل کلانتری منطقه به صحنه درگیری تبدیل شد و منجر به محاصرهٔ درویشان گنابادی در گلستان هفتم گردید.
این درگیری با تیراندازی به درویش‌ها، ضرب و شتم آن‌ها و زیر گرفته‌شدن و مرگ سه تن از نیروهای انتظامی و دو بسیجی و یک درویش همراه بود. دادگاه، محمد ثلاث (از دراویش حاضر در محل) را عامل این کشتار معرفی کرده و به سرعت برای او حکم اعدام صادر کرد. بعد از آن، محمد ثلاث این اتهام را رد کرد و یک فایل صوتی از زندان اعلام کرد که اعتراف وی زیر شکنجهٔ شدید بوده‌است.
این خشونت‌ها منجر به بازداشت تعداد زیادی از دراویش زن و مرد شد و زخمی شدن ۱۸۰ نفر از آن‌ها را درپی داشت. برخی از این افراد هم به صورت خانوادگی در این حوادث دستگیر و زندانی شدند.

## حصر خانگی نورعلی تابنده

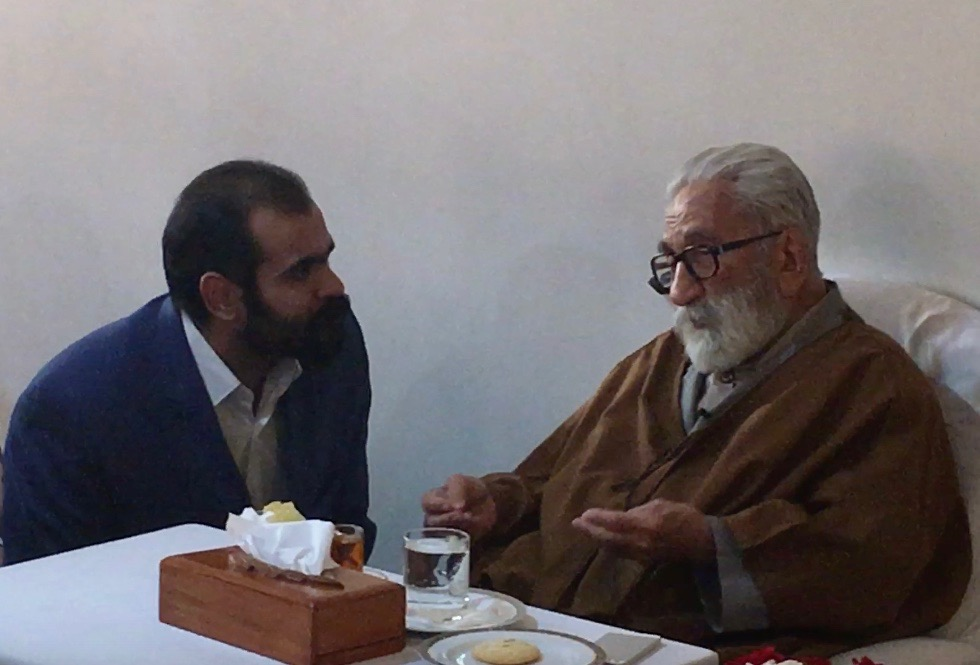
آخرین تصویر تابنده همراه با نوری، پیش از حصر در منزلش - ۲۳ بهمن ماه سال ۱۳۹۶

از یک اسفند قطب دراویش گنابادی عملاً در نوعی حصر خانگی قرار گرفت.
نورعلی تابنده در یک پیام ویدئویی که در ۱۵ اسفند ۹۶ منتشر شد، به‌طور تلویحی از «حصر خانگی» خود خبر داد و ابراز امیدواری کرد که محدودیت‌های اعمال‌شده در مورد وی و پیروان این سلسله رفع شود.
پیش از این گفته می‌شد نورعلی تابنده از سال ۱۳۸۶ در نوعی حصر پنهان قرار داشته، کسری نوری در سال ۱۳۹۵ گفته بود تابنده همواره با فشارهای مختلفی روبرو بوده تا این که در سال ۸۶ در موطنش بیدخت بازداشت و به تهران تبعید می‌شود و از آن زمان تحت حصر پنهان حکومت بوده و از رفت و آمد و مسافرتش توسط دستگاه امنیتی ممانعت به عمل می‌آمده‌است.
نورعلی تابنده در تابستان ۱۳۹۸، یکسال و نیم پس از حوادث گلستان هفتم توانست به شهرستان بیدخت، زادگاه خود، سفر کند اما پیروان او گفتند که به دراویش اجازه همراهی با او داده نشد.
به ما «حنظل» می‌دهند و بعد انتظار دارند که ما بگوییم عسل است.— نورعلی تابنده، دولتسرا - گلستان هفتم
تابنده در سال ۱۳۹۷ در ویدیوی کوتاه تلویحاً از سوء قصد به جان خود خبر داد و گفت قبلاً هم به جان اقطاب پیشین سوء قصد شده بود. چند ماه پس از آن هم در یکی از صحبت‌هایش خبر از مسمومیت تدریجی خود داد و گفت: به ما «حنظل» می‌دهند و بعد انتظار دارند که ما بگوییم عسل است یا در جای دیگر گفت نمی‌دانم در داروهایم چیست که دائماً مرا خواب آلود می‌کند و برخی مواقع بیهوش می‌شوم.
او همچنین پیش از این در نوروز ۱۳۹۶ در یکی از بیانات نوروزی‌ خود اعلام کرده بود چندین بار احساس کرده قصد حذف او را دارند.
نهایتاً تابنده در ۳ دی پس از حدود دو سال حصر خانگی در بیمارستان مهر تهران درگذشت و شایعات مربوط به مسمومیت یا کشته شدن آقای تابنده در هیچ‌یک از خبرگزاری‌ها تأیید نشد.

## درگذشت تابنده و تعیین جانشین

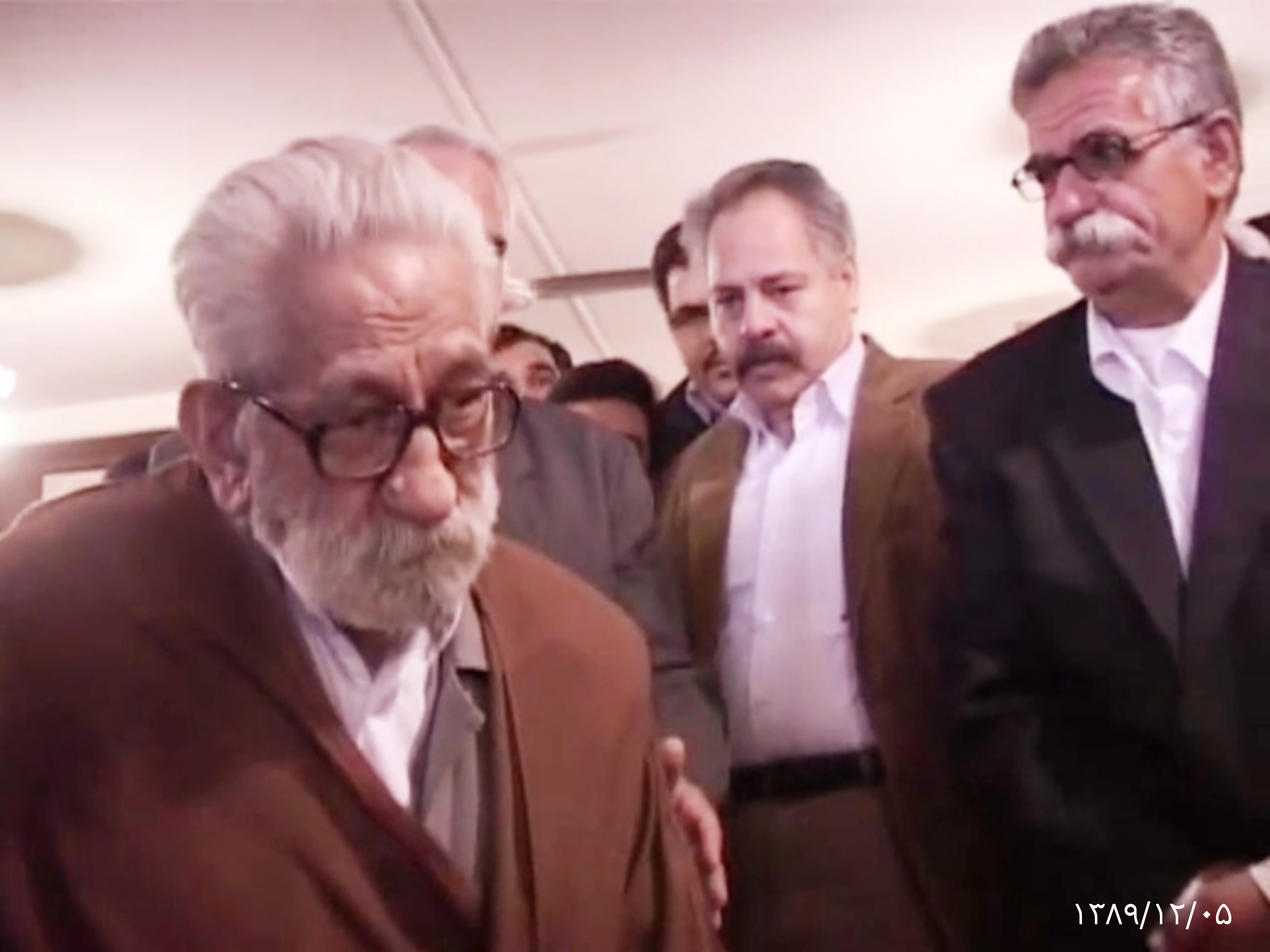
رحمت الله جوادی چرهمینی

نورعلی تابنده از اوایل آبان ۱۳۹۸ در بیمارستان مهر تهران، بستری و نهایتاً ۳ دی ماه ۱۳۹۸ درگذشت، و پیکر او به بیدخت منتقل در گورستان سلطانی بیدخت خاکسپاری شد.
بنابر وصیتی مکتوب منتسب به نورعلی تابنده که ۴ دی ۱۳۹۸ در مراسم خاکسپاری وی قرائت شد، سید علیرضا جذبی با لقب ثابت‌علیشاه به عنوان قطب جدید دراویش گنابادی تعیین شد.
برخی از دراویش با قطب جدید بیعت نکردند. گفته می‌شود نحوه برخورد حکومت جمهوری اسلامی با قطب جدید متفاوت و در تناقض با فشارها و محدودیت‌هایی است که برای نورعلی تابنده وجود داشت.

## برای مطالعهٔ بیشتر
- احسان مهرابی. «نورعلی تابنده؛ از وکیل و سیاستمدار تا درویش». بی‌بی‌سی.
- کسری نوری. «دراویش گنابادی و حقوق بنیادی شان». یورونیوز.
- آیدا قجر. «دراویش گنابادی چه می‌گویند و چه می‌خواهند؟». ایران‌وایر.
- کبری آسوپار. «رندی تابنده در عین سادگی ظاهری». وطن امروز.

## نگارخانه

سید نورالدین نعمت‌الله بن عبدالله (شاه نعمت‌الله ولی)
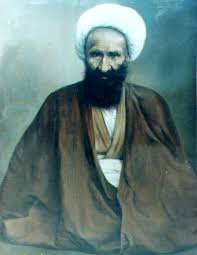
سلطان‌محمد گنابادی (سلطان‌علیشاه)
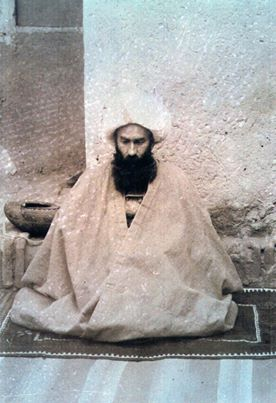
علی گنابادی (نورعلیشاه ثانی)
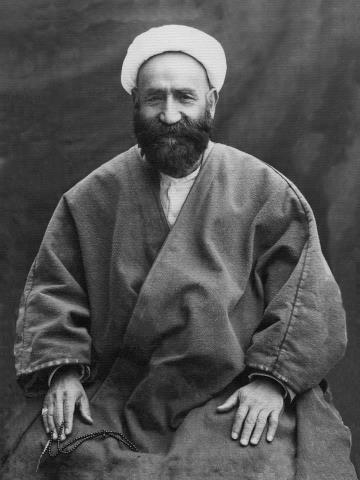
محمدحسن بیچاره بیدختی (صالح‌علیشاه)
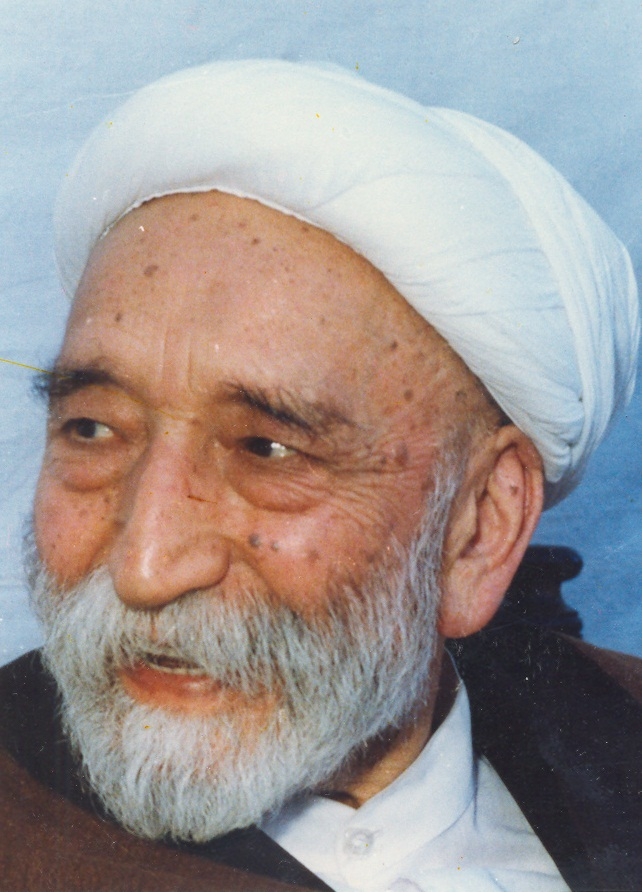
سلطان‌حسین تابنده (رضاعلیشاه)
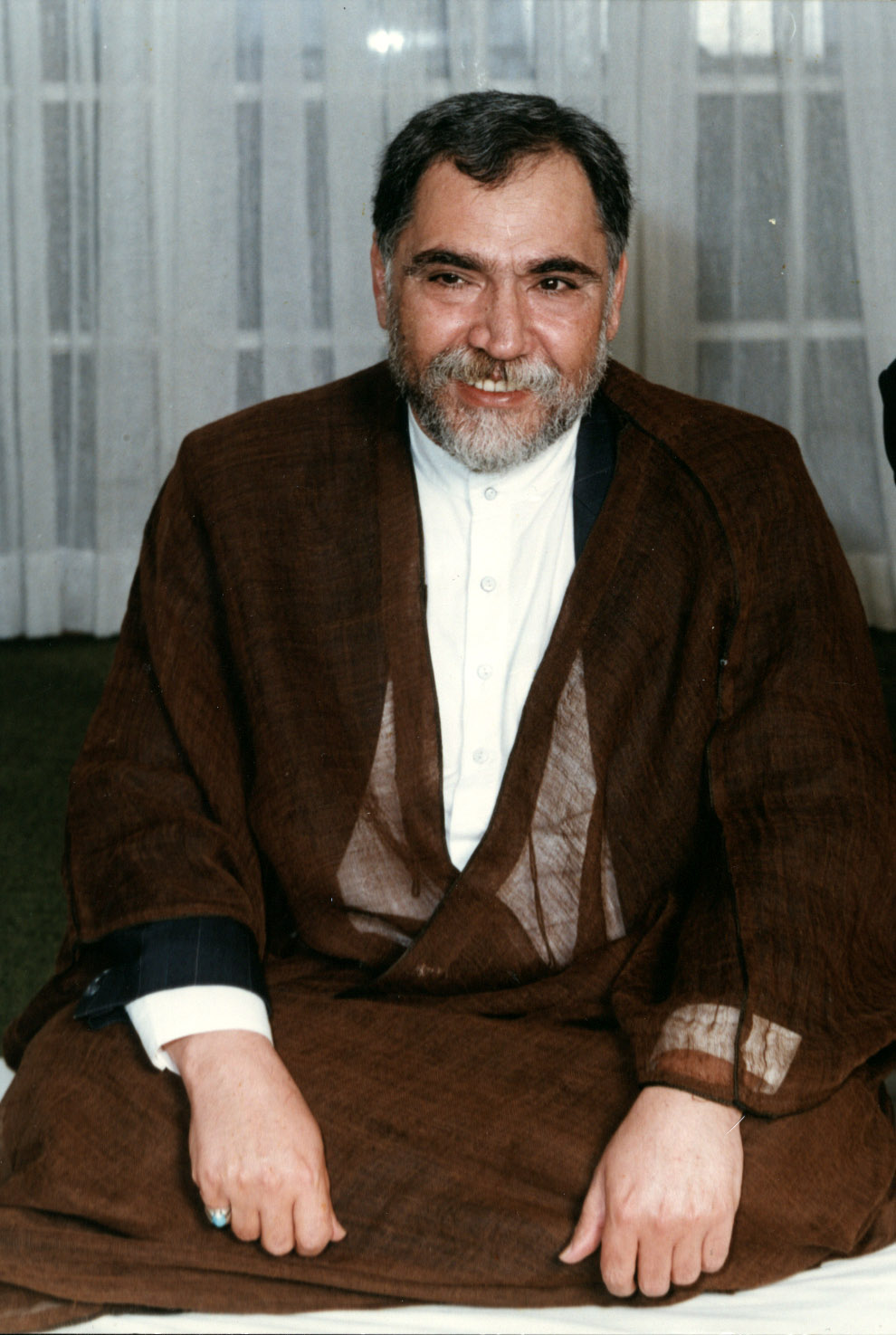
علی تابنده (محبوب‌علیشاه)
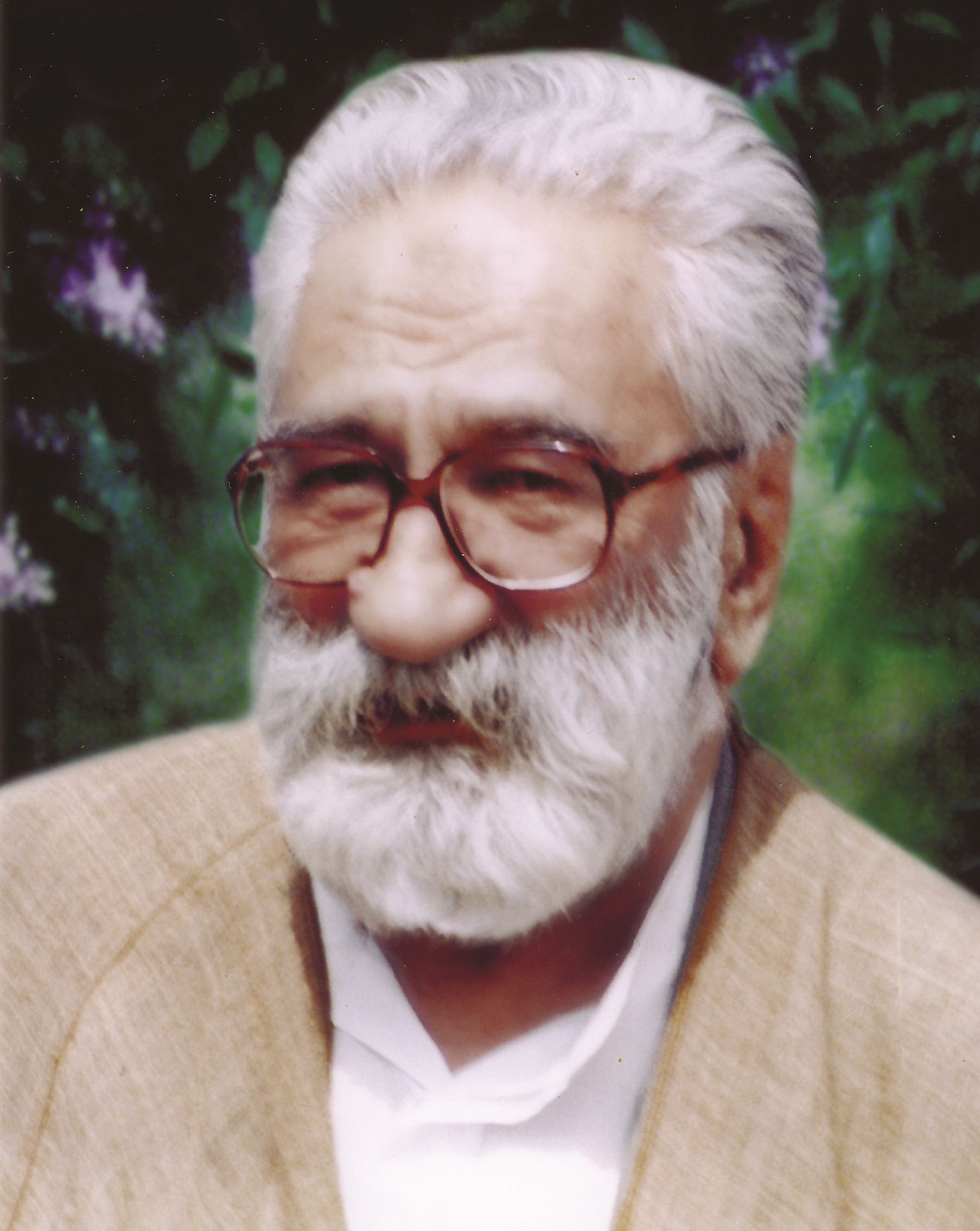
نورعلی تابنده (مجذوب‌علیشاه)
سید علیرضا جذبی (ثابت‌علیشاه)